# United States Space Forces – Europe and Africa
United States Space Forces – Europe and Africa (kurz USSPACEFOR-EURAF) ist die Bezeichnung eines sogenannten Field Command der United States Space Force für Einsätze im Weltall im Bereich der Kontinente Europa und Afrika. Das Kommando untersteht dem United States European Command und dem United States Africa Command, wurde am 8. Dezember 2023 aufgestellt und hat seinen Sitz auf der Ramstein Air Base nahe Kaiserslautern in Rheinland-Pfalz.
Seit dem 13. August 2024 wird das Kommando von Brigadier General Jacob Middleton Jr. geführt.

## Geschichte
Die United States Space Force wurde 2019 als jüngste Teilstreitkraft der US-Streitkräfte gegründet. 2022 begann die Space Force damit, ihre ersten Field Commands aufzustellen, zunächst im Indopazifik (United States Space Forces – Indo-Pacific), beim United States Central Command (United States Space Forces – Central) und bei United States Forces Korea (United States Space Forces Korea).
Der Chief of Space Operations, General B. Chance Saltzmann, gab im September 2023 schließlich bekannt, dass das Component Command im Verantwortungsbereich des United States European Command das nächste entsprechende Kommando sein würde, was aufgestellt wird. Die Zeremonie zur Aufstellung fand am 8. Dezember 2023 statt und wurde von Saltzmann, General Michael E. Langley (Kommandeur des United States Africa Command) und Lieutenant General Steven L. Basham (stellvertretender Kommandeur des US European Command) geleitet.
Der Verantwortungsbereich des Kommandos erstreckte sich im August 2024 über 51 Länder in Europa und 53 Länder in Afrika.

## Liste der Kommandeure
| Nr. | Kommandeur                            | Kommandeur | Beginn        | Ende          | Dauer    | Anmerkungen/Quellen                                                                      |
| --- | ------------------------------------- | ---------- | ------------- | ------------- | -------- | ---------------------------------------------------------------------------------------- |
| 1   | Colonel Max E. Lantz II               |            | 8. Dez. 2023  | 13. Aug. 2024 | 249 Tage | Erster Kommandeur, geht nach dieser Verwendung und 33 Jahren Dienstzeit in den Ruhestand |
| 2   | Brigadier General Jacob Middleton Jr. |            | 13. Aug. 2024 |               | 234 Tage | [ 1 ]                                                                                    |